# 等角海百合
等角海百合（學名：Parisangulocrinus）是一屬已滅絕的海百合，生活在深海中，其化石主要分布在歐洲。等角海百合長而窄的柄切面為圓形，許多巨大的骨板組成小萼。腕很長並有多處分叉，組成巨大的扇狀冠頂，可用於攫取食物顆粒。牠們利用由許多小骨板組成的長體管排洩廢物，體管位於腕的中間。